# Cylindroiulus generosensis
Cylindroiulus generosensis är en mångfotingart som först beskrevs av Karl Wilhelm Verhoeff 1901.  Cylindroiulus generosensis ingår i släktet Cylindroiulus och familjen kejsardubbelfotingar. Inga underarter finns listade i Catalogue of Life.